# بلیم! (فیلم)
بلیم! (به انگلیسی: Blame!) یک فیلم پویانمایی رایانه‌ای ژاپنی در ژانر علمی–تخیلی اکشن به کارگردانی هیرویوکی سشیتا و نویسندگی تسوتومو نیهئی است که توسط پولیگون پیکچرز تولید شده است. این فیلم با الهام از مجموعه مانگا ژاپنی به همین نام، به طراحی و نویسندگی سوتومو نیهئی ساخته شده است. بلیم! در تاریخ ۲۰ مه ۲۰۱۷، از طریق نتفلیکس در دسترس قرار گرفت.

## داستان
در آینده‌ای پسا-آخرالزمانی، شبکه‌های پیچیدهٔ ماشین‌ها منجر به ایجاد هرج‌ومرج شدند و دنیای انسان‌ها را از بین بردند. آلودگی در گذشته باعث شد سیستم‌های خودکار از کنترل خارج شوند و درنتیجه ساختار شهری چند سطحی ایجاد شود که به‌طور نامحدود در همهٔ جهات رشد می‌کند. ربات‌هایی که تحت نام «سازنده» شناخته می‌شوند، به ساختن سازه‌هایی نامفهوم ادامه دادند و کسی آن‌ها را هدایت نمی‌کرد. اکنون بشریت دسترسی به کنترل شهرها را از دست داده است و تحت تعقیب قرار می‌گیرند تا توسط سیستمی دفاعی موسوم به پادمان به عنوان یک «غیرقانونی» پاکسازی شود. به‌زودی این شهرها به سیارات بیرونی دست می‌یابند و نوع دیگری از شکل زندگی پدیدار می‌شود. داستان مجموعه سفر مردی عجیب به نام کیلی را دنبال می‌کند که در جستجوی درک دنیای آشفته‌ای است که توسط شکل‌های زندگی سیلیکنی مدیریت می‌شود و سعی در نابودی او و هر موجود زنده‌ای بر سر راهشان هستند.
در دهکده‌ای، قبیله‌ای به نام الکترو فیشرز با انقراض نهایی دست و پنجه نرم می‌کند، که بین تهدید سیستم دفاعی پادمان و کاهش ذخایر غذایی به دام افتاده‌اند. در این بین دختری به نام زورو همراه با گروهی از دوستانش برای یافتن غذا عازم سفری می‌شوند، اما به‌طور ناخواسته مورد هدف یک برج دیده‌بانی قرار می‌گیرند که نابودگرهای رباتیک را برای کشتن آن‌ها ارسال می‌کند. در نتیجه این حمله اکثر همراهانش کشته می‌شوند، اما زورو و دوست صمیمی‌اش تائه توسط مردی سرگردان و مرموز به نام کیلی نجات پیدا می‌کنند. کیلی توسط زورو به دهکده آورده می‌شود، جایی که با پاپ، رهبر آن‌ها آشنا می‌شود. پاپ پس از فهمیدن این مسئله که کیلی از ۶۰۰۰ سطح پایین‌تر آمده است، به او علاقه‌مند می‌شود. کیلی برای آن‌ها بازگو می‌کند که در جستجوی فردی حامل ژن ترمینال شبکه است که به «نت‌اسپیر» امکان دسترسی و کنترل شهر را می‌دهد. کیلی با دادن جیره‌هایی که به‌واسطه آب حجم آن‌ها چندین برابر می‌شود، مشکل طعام روستا را حل می‌کند. کیلی سپس همراه با زورو و چندین نفر دیگر به منطقه‌ای در پایین روستا به نام معبد پوسیده می‌روند، و در آنجا جسد ماشین از بین رفتهٔ شیبو، دانشمند قبل از این فاجعه را می‌یابند. شیبو فاش می‌کند که یک ژنراتور محافظ ساخته است که از دهکده در برابر سیستم دفاعی پادمان محافظت می‌کند و دیگر اینکه قادر است جیره‌های غذایی بیشتری را در یک کارخانه خودکار مجاور تولید کند.
با توجه به سخنان شیبو، کیلی و گروهی از قبیلهٔ الکترو فیشرز از جمله زورو و تائه، برای یافتن جیره‌های غذایی بیشتر به کارخانه خودکار رهسپار می‌شوند.

## صداپیشگان
| شخصیت‌ها  | صداپیشگان ژاپنی   | صداگذاری انگلیسی    |
| -------- | ----------------- | ------------------- |
| کیری     | تاکاهیرو ساکورایی | کایل مک‌کارلی        |
| شیبو     | کانا هانازاوا     | کریستینا وی         |
| زورو     | سورا آمامیا       | کریستین ماری کبانوس |
| سوتزو    | مامورو میانو      | کیث سیلورستاین      |
| تائه     | آیا سوزاکی        | شرمی لی             |
| فوساتا   | نوبوناگا شیمازاکی | برایس پاپن‌بروک      |
| آتسوجی   | یوکی کاجی         | جانی یونگ بوش       |
| شیگه     | کوتارو نیشیاما    | برایان بیکاک        |
| فوکو     | ناناکو موری       | ربا بور             |
| پاپ      | کازوهیرو یاماجی   | Michael McConnohie  |
| شیزو     | آیانه ساکورا      | کاساندرا موریس      |
| اتوریتی  | آکی تویوساکی      | کرن استراسمن        |
| سانا-کان | سائوری هایامی     | کیرا باکلند         |

## تولید
در سال ۲۰۰۷ برنامه‌هایی برای ساخت یک فیلم پویانمایی رایانه‌ای سی‌جی اعلام شد. با این حال، این پروژه پیشنهادی فیلم سی‌جی قبل از اعلام ورشکستگی شرکت فیلم‌سازی میسکات و باسارا (استودیوی استخدام شده) در سال ۲۰۱۱ منتشر نشد.
در نوامبر ۲۰۱۵ اعلام شد که این مجموعه یک فیلم سینمایی انیمه اقتباسی دریافت خواهد کرد. این فیلم به کارگردانی هیرویوکی سشیتا و نویسندگی تسوتومو نیهئی و سادایوکی مورایی، با پویانمایی توسط پولیگون پیکچرز و طراحی شخصیت توسط یوکی موریاما ساخته شده است. بلیم! در ۲۰ مه ۲۰۱۷، به عنوان برنامه اصلی نتفلیکس در سراسر جهان منتشر شد.

## انتشار
بلیم! توسط پولیگون پیکچرز در ۱۹ مه ۲۰۱۷ منتشر شد. همچنین در ۲۰ مه ۲۰۱۷، در نتفلیکس در دسترس مشترکین قرار گرفت. در ۵ اکتبر ۲۰۱۷، ویز مدیا در پنل کامیک کان نیویورک خود اعلام کرد که مجوز حقوق ویدیوی خانگی را برای بلیم! صادر کرده است. سپس در ۲۷ مارس ۲۰۱۸، آن‌ها فیلم را در قالب دیسک بلوری و دی‌وی‌دی منتشر کردند.